# AJS 7R
De AJS 7R "Boy Racer" was een wegracemotorfiets van het merk AJS die vooral in de jaren vijftig en zestig verkocht werd. Het is een van de meest succesvolle productieracers uit de geschiedenis.

## Voorgeschiedenis
Hoewel bij de typenaam "7R" meestal wordt gedacht aan de 350cc-kopklepracer die in 1948 als productieracer op de markt kwam, was het cijfer 7 al in de jaren twintig gebruikt voor de 350cc-racers. De oorsprong lag zelfs al in 1920, toen het AJS TT Model voor het eerst een bovenliggende nokkenas kreeg. Dit model werd in 1924 opgevolgd door het Model B3, maar vanaf 1925 kregen de 350cc-racer allemaal het cijfer 7, voorafgegaan door een letter die het bouwjaar aangaf. In 1925 was dat het AJS Model E7 en vervolgens ging de nummering door met G7 (1926), H7 (1927), K7 (1928), M7 (1929), R7 (1930), S7 (1931) en T7 (1932). AJS had altijd goed gepresteerd in de 350cc-Junior TT, met podiumplaatsen in 1914 (Eric Williams 1e en Cyril Williams 2e), 1920 (Cyril Williams 1e), 1921 (Eric Williams 1e, Howard R. Davies 2e, Tom Sheard 3e en George Kelly 4e), 1922 (Tom Sheard 1e en George Grinton 2e), 1923 (H.F. Harris 2e), 1924 (H.R. Scott 3e), 1925 (Jimmie Simpson 3e), 1926 (Jimmie Simpson 2e), 1927 (Jimmie Simpson 3e) en 1929 (Wal Handley 2e). Ook in de North West 200 waren goede resultaten behaald, vooral door privérijders. In het Europees kampioenschap wegrace waren 350cc-titels behaald door Jimmie Simpson (1924 en 1927), Frank Longman (1926) en Leo Davenport (1929). Een hoogtepunt was de overwinning van Howard Davies in de 500cc-Senior TT van 1921 met het 350cc-AJS TT Model. Toen AJS eind 1931 werd ingelijfd door Matchless veranderde er veel. Op de eerste plaats de type-aanduiding. Matchless gebruikte vanaf 1933 het daadwerkelijke jaartal, gevolgd door het type. Het Model T7 werd in 1933 AJS Model 33/7 Trophy. Het was niet langer een echte wegracer, maar werd verkocht als sportmotor. Het AJS Model 34/7 Standard was wel weer een clubmanracer, bedoeld voor amateurwedstrijden die vaak nog op onverharde wegen en in het terrein beslecht werden. Het samenwerkingsverband tussen Matchless, AJS en het inmiddels ook ingelijfde Sunbeam kreeg in 1937 de naam Associated Motor Cycles.

### AJS 7R
In 1938 verscheen de typenaam "7R" voor het eerst. De AJS-modellen 38/7R en 39/7R waren weer echte racers en kregen zelfs plunjervering achter.

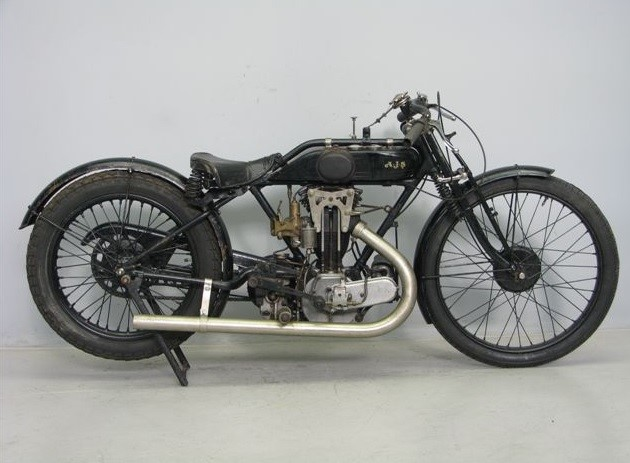
Het Model E7 uit 1925 had wel een kopklepmotor, maar de kleppen werden nog door stoterstangen aangestuurd.
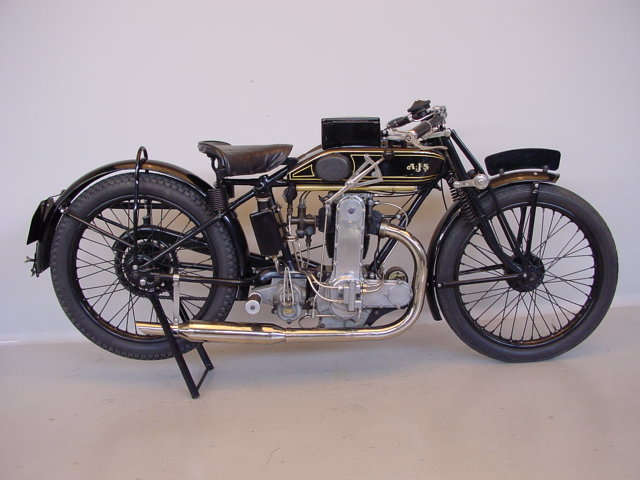
Het Model K7 uit 1928 had een kettingaangedreven bovenliggende nokkenas De ontstekingsmagneet zat nog voor het blok en werd ook door een kettinkje aangedreven.
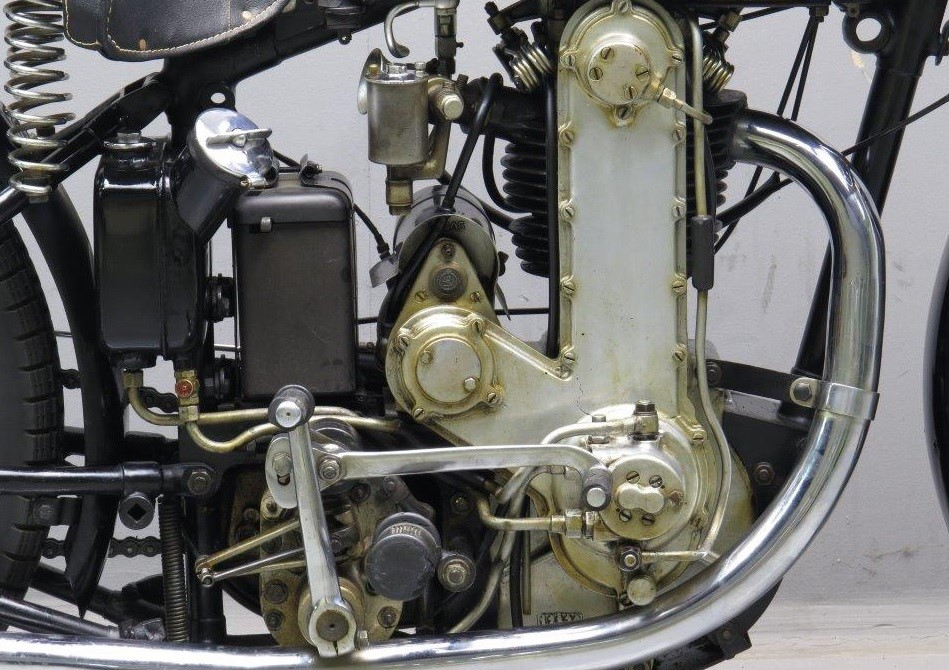
In de tweede helft van de jaren dertig verhuisde de ontstekingsmagneet naar de achterkant van de cilinder en kregen de machines ook voetschakeling.

### Tweede Wereldoorlog
De dreiging van de Tweede Wereldoorlog legde de productie van civiele motorfietsen bij AMC al grotendeels stil. Het leverde 80.000 exemplaren van de Matchless G3/L aan de Britse troepen. Voor dit model was wel een nieuwe voorvork ontwikkeld, de AMC-teledraulic hydraulisch gedempte telescoopvork.

## AJS 7R Boy Racer
Na de Tweede Wereldoorlog bouwde AJS nauwelijks nog eigen modellen. De merknaam bestond nog, maar de motorfietsen waren via badge-engineering verkregen kopieën van Matchless-modellen. Toch mocht AJS nog een race-afdeling in stand houden, zeker toen het begin van het wereldkampioenschap wegrace in het verschiet lag. Vlak na de oorlog richtte AJS zich vooral op de 500cc-klasse, eerst met de AJS V4-compressorracer en daarna met de tweecilinder E90/E95 Porcupine. Verkoopdirecteur Jock West vond dat er ook een 350cc-productieracer moest komen die voor iedereen te koop was. De machine werd ontworpen door Phil Walker en ontwikkeld door Jack Williams, maar ongetwijfeld bleef West een grote bijdrage in de ontwikkeling leveren. Hij had ten slotte ook ervaring als motorcoureur en hij testte de machine persoonlijk in 1948 in Brands Hatch, dat toen nog niet meer dan een grasbaan was. Bij zijn introductie in het voorjaar van 1948 was de AJS 7R Boy Racer meteen een succes. Niet alleen waren de resultaten van de privérijders overtuigend, zowel Norton als Velocette kregen het niet voor elkaar een behoorlijke "toonbankracer" te bouwen, waardoor klanten als vanzelfsprekend bij de AJS terechtkwamen. Tot ver in de jaren zestig was de AJS 7R daardoor een ideale machine voor beginnende- en amateurcoureurs, zowel in het Verenigd Koninkrijk, het Eiland Man als op het continent.

### Motor
Toen de AJS 7R Boy Racer in 1948 verscheen had hij nog de maten van vooroorlogse motor. Dat was een luchtgekoelde lange slag kopklepmotor met een bovenliggende nokkenas die door een ketting werd aangedreven. Maar er was wel veel gewicht bespaard door de toepassing van magnesium gietstukken die er goudkleurig uitzagen door de toepassing van anti-corrosielak. De machine had een aluminium cilinder met een ijzeren cilinderbus en een aluminium cilinderkop. Boring en slag bedroegen 74 x 81 mm en de cilinderinhoud was 348,4 cc. De compressieverhouding was in verband met de nog gebrekkige benzine met een octaangetal van 72 slechts 9:1 en het vermogen ca. 29 pk bij 6.800 tpm. Toen er betere, meer klopvaste benzine kwam, werd ook de compressieverhouding aangepast en in 1959 met 100 octaan kon die al verhoogd worden naar 10,2:1. Cilinderkop en cilinder waren aan het carter vastgezet met vier lange bouten. De kleppen vielen in verzonken ijzeren klepzittingen en werden in bedwang gehouden door ingesloten haarspeldveren. Er waren kapjes in het kleppendeksel aangebracht om de kleppen te kunnen stellen. De Lucas-racemagneet voor de ontsteking werd door rechte tandwielen aangedreven en zat achter de cilinder. Daar zat ook de Amal-racecarburateur.

### Aandrijving
De primaire aandrijving gebeurde door een ketting, die een meervoudige droge platenkoppeling en een Burman-vierversnellingsbak aandreef. Het achterwiel werd ook door een ketting aangedreven.

### Rijwielgedeelte
Het rijwielgedeelte was ook sterk verbeterd en was eigenlijk een kopie van dat van de AJS E90 500cc-racer. Aan de voorkant was een telescoopvork (een gemodificeerde AMC-teledraulic) gemonteerd, achter was het Dowty Oleomatic dempersysteem met twee veer/demperelementen en een swingarm aangebracht.

## AJS 7R3
In 1952 kwam de ervaren ontwerper Harry "Ike" Hatch bij AMC werken, uitsluitend voor het fabrieksteam. Hij vernieuwde de AJS Porcupine en de 7R Boy Racer. Om te beginnen veranderde hij de cilinderinhoud door de boring op 75,5 mm en de slag op 78 mm te brengen. De grootste verandering zat echter in de cilinderkop, waar een inlaatklep en twee uitlaatkleppen in kwamen. De inlaatklep werd bediend door een kettingaangedreven nokkenas, die via tandwielen de tweede nokkenas aandreef. Deze tweede nokkenas bediende via tuimelaars de uitlaatkleppen.

### Resultaten
De 500cc-AJS Porcupine zakte door het ijs tijdens de Senior TT van 1948, toen Jock West, Ted Frend en Les Graham allemaal uitvielen. De eer van AJS werd gered door Geoff Murdoch die zijn 350cc-Boy Racer naar de vierde plaats stuurde. Murdoch had in de Junior TT alle denkbare problemen ondervonden en was daar slechts 37e geworden, ruim een half uur achter winnaar Freddie Frith (Velocette KTT Mk VIII). Jock West had hard gewerkt om de machines op tijd klaar te hebben voor de Isle of Man TT van 1948, en omdat er al in februari ruchtbaarheid was gegeven aan het uitkomen van de AJS 7R, waren er al veel verkocht. In de Junior TT startten er niet minder dan 23. Jock West reed er zelf een naar de 13e plaats, maar Maurice Cann werd 5e achter de fabriekscoureurs Freddie Frith en Bob Foster (Velocette) en Artie Bell en Johnny Lockett (Norton Manx). Les Graham reed zijn fabrieks-Boy Racer naar de 7e plaats. Niet minder dan 10 Boy Racers finishten binnen de tijdslimiet om een "Replica" van de "Marquis de Mouzilly St. Mars trophy" te winnen. De Manx Grand Prix was dé wedstrijd voor privérijders en daar kwamen er zelfs 26 aan de start. Phil Heath werd tweede vlak achter de fabrieks-Norton van Denis Parkinson, en 10 andere AJS-en wonnen replica's. In 1950, 1951, 1952 en 1954 werd de Junior race van de Manx Grand Prix gewonnen en in de Junior TT eindigde de machine op de 3e, 4e 5e, 6e en 8e plaats in 1952. Dat was voor een productieracer niet slecht, zeker niet tegen de fabrieksracers van Norton, de Norton Manx, die in de 350- én de 500cc-klassen de toon zetten. Bob McIntyre won de 350cc-klasse van de North West 200 in 1953 en 1961 en Derek Ennett deed hetzelfde in 1954 en 1956. In 1960 en 1962 won Alan Shepherd deze race. In 1954 behaalde de Nieuw-Zeelander Rod Coleman de enige naoorlogse Junior TT-overwinning voor AJS met een 7R3. Derek Farrant werd met een andere 7R3 tweede. In het najaar van 1954 reed het fabrieksteam met 7R3's dertien wereldrecords op het Autodrome de Linas-Montlhéry.
Na 1954 stopte AJS met deelname aan wegraces van fabriekswege. Op zich was dat een logische stap vanuit het oopunt van Associated Motor Cycles. Dat had inmiddels Norton overgenomen en de Norton Manx-fabrieksracers konden zeker in het begin van de jaren vijftig nog goed meekomen met de wereldtop. Maar dat was niet het einde van de "Boy Racer". Die bleef als betrouwbare en betaalbare productieracer gewoon bestaan en werd zelfs doorontwikkeld door Jack Williams, die de race-afdeling in 1953 had overgenomen van Matt Wright. De Boy Racer kreeg dezelfde cilindermaten als de 7R3, maar uiteraard niet de ingewikkelde cilinderkop. Daardoor kwamen er inmiddels 42 pk uit. Eind 1962 besloot AJS de productie helemaal te staken, maar nog tot ver in de jaren zestig konden de Boy Racers met succes in wedstrijden ingezet worden, zeker waar het nationale kampioenschappen betrof. De laatste WK-punten voor de AJS 7R werden gescoord tijdens het WK van 1971, toen John Williams met een Arter-AJS 7R vierde werd in de TT van Man én in de Ulster Grand Prix en met zestien punten als dertiende in de 350cc-klasse eindigde.

## AJS 7R3B
Vlak voor zijn dood in 1954 ontwierp Harry Hatch nog de AJS 7R 3B, die eigenlijk eenvoudiger was omdat de bovenliggende nokkenassen waren vervangen door stoterstangen. Die motor werd door bezuinigingen bij AMC niet voltooid.

## Trivia

### Matchless G50
Associated Motor Cycles bestond in de jaren vijftig uit de merken AJS, James, Matchless en Norton. Norton had in de 350- en de 500cc-klasse goede fabrieksracers en AJS met de Boy Racer een goede 350cc-productieracer. Het mankeerde aan een 500cc-productieracer en daarom bouwde men in 1952 een racer op basis van de Matchless G9 tweecilinder. Dit werd de Matchless G45. Die leek aanvankelijk goed te voldoen, want Derek Farrant won er de Manx Grand Prix mee. De machine bleek echter onbetrouwbaar en trilde behoorlijk. Het toegepaste frame kwam in veel gevallen al van de AJS 7R Boy Racer, en uiteindelijk besloot Jock West dat ook het motorblok meer geschikt was voor de 500. De slag was inmiddels 78 mm, toevallig gelijk aan die van de door Joe Craig ontwikkelde 500cc-Norton Manx. Door ook de boring aan te passen ontstond een 500cc-eencilinder die vrijwel identiek was aan de AJS 7R Boy Racer, maar die als "Matchless G50" werd verkocht.

## Afbeeldingen

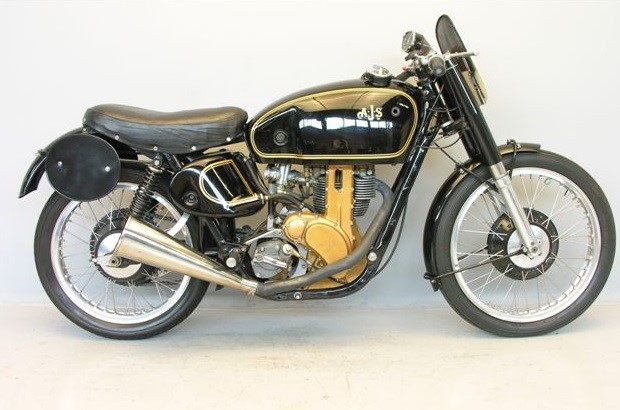
De eerste versie van de Boy Racer uit 1948
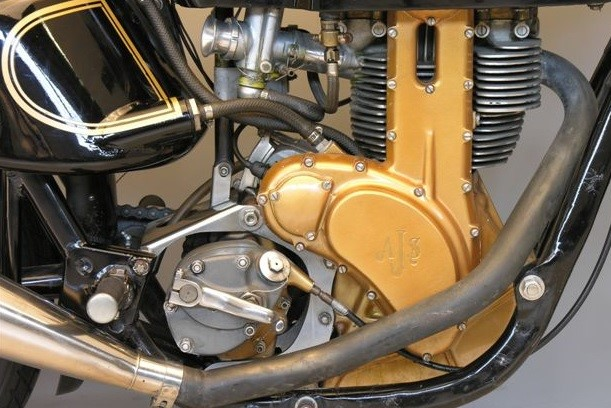
De ontstekingsmagneet achter de cilinder werd door tandwielen aangedreven. De goudkleur leek op toepassing van bronzen onderdelen, maar het was een goudkleurige anti-corrosielak op magnesium-onderdelen.
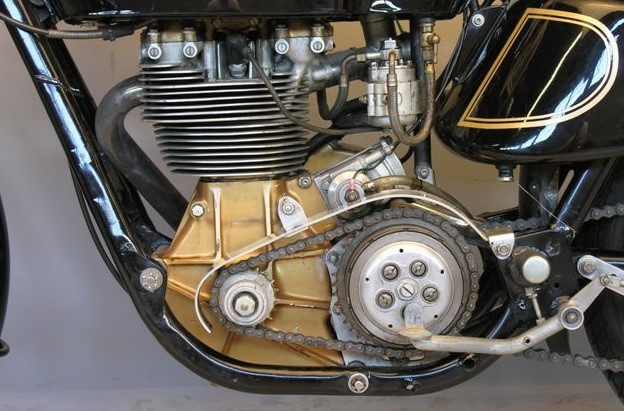
De primaire ketting, de meervoudige droge plaatkoppeling en het rempedaal.
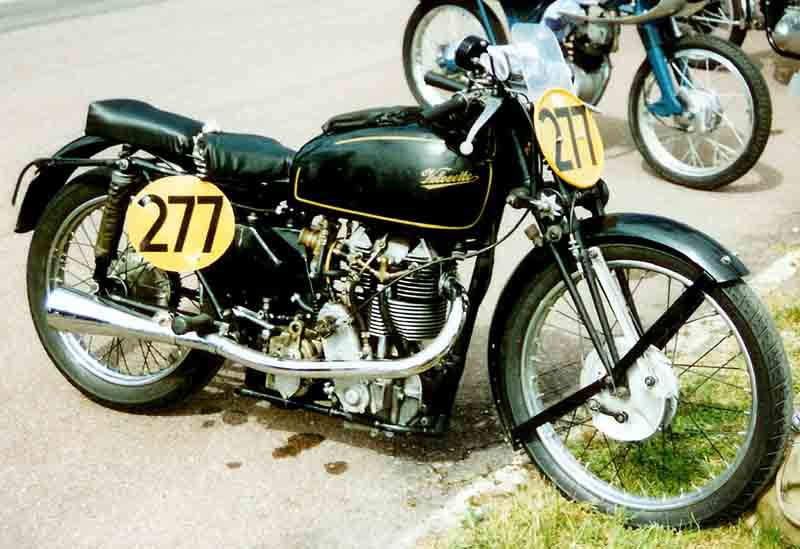
De Velocette KTT Mk VIII was in de beginjaren een concurrent, maar ging in 1950 uit productie.
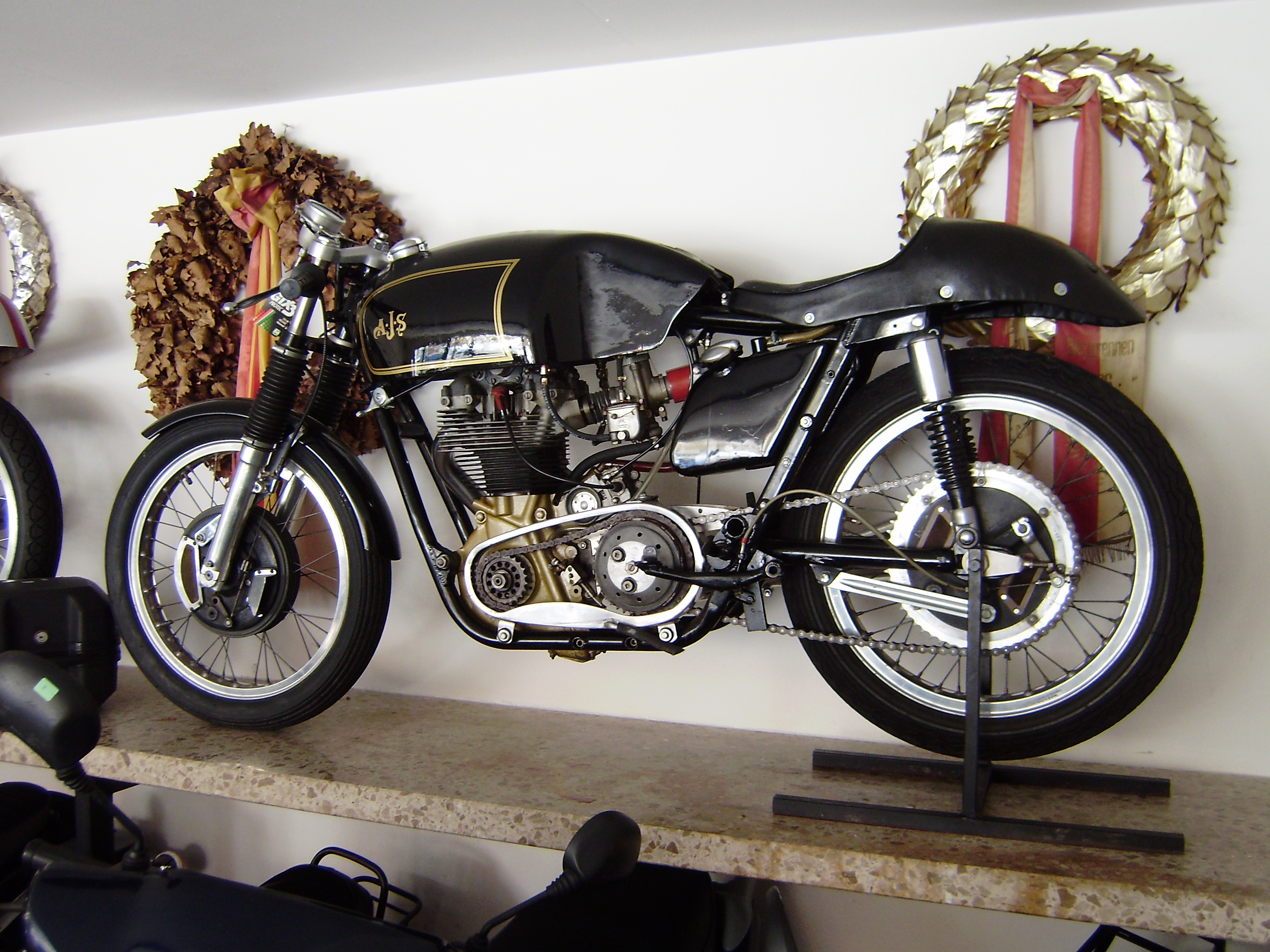
Boy Racer in zijn laatste uitvoering uit 1962
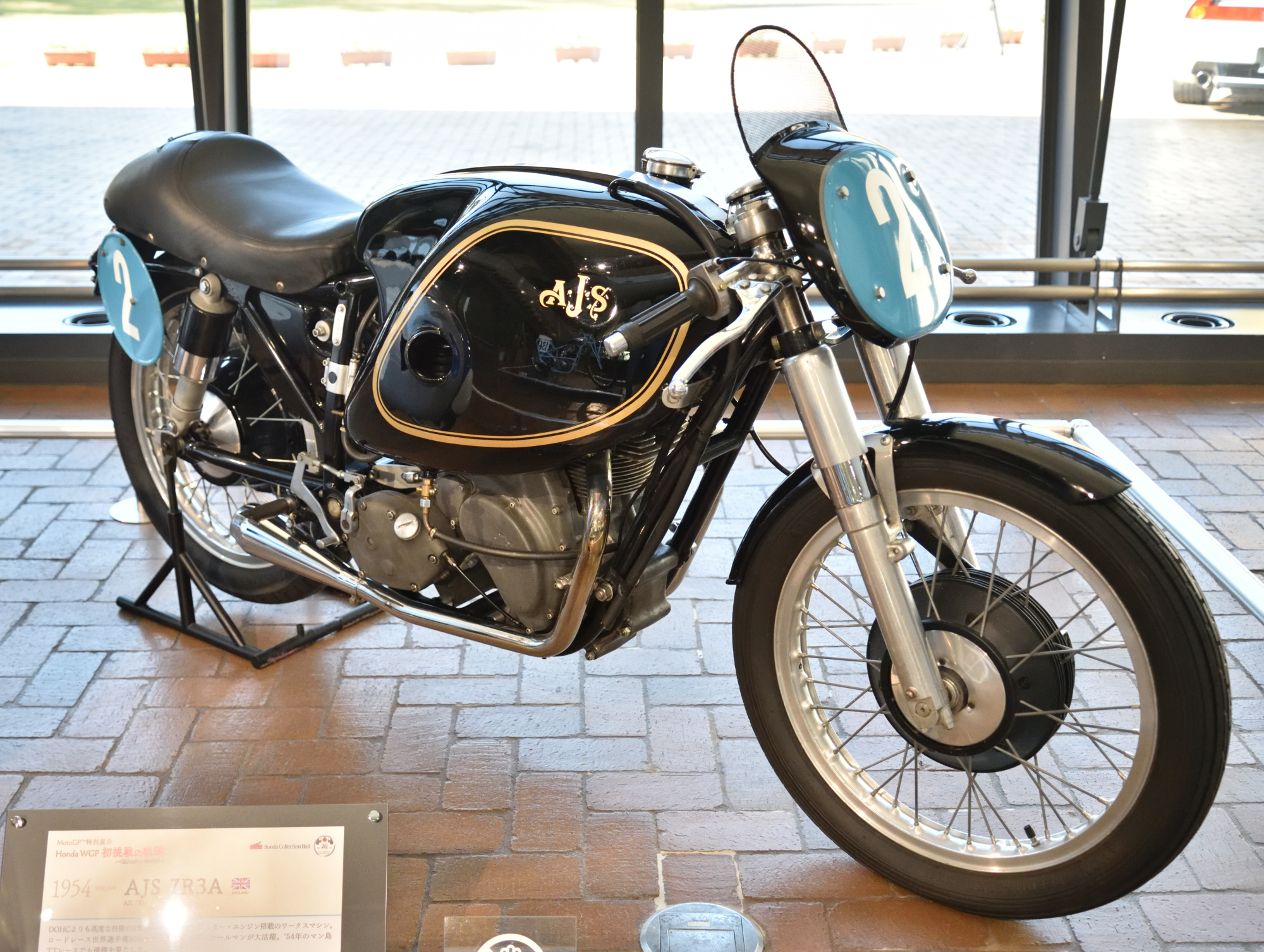
De AJS 7R3-fabrieksracer in 1954.
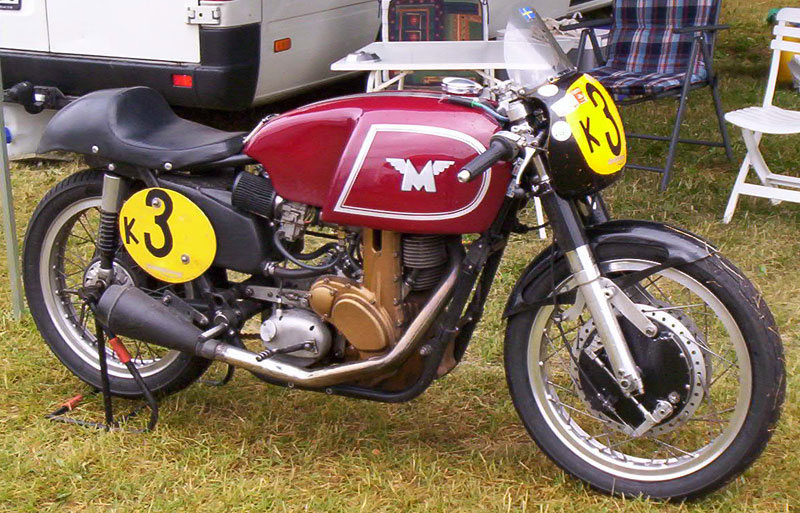
De Matchless G50 verschilde nauwelijks van de AJS Boy Racer.

## Technische gegevens
| AJS Boy Racer        | 7R | 7R3                                       |
| -------------------- | --- | ----------------------------------------- |
| Periode              | 1948-1963 | 1952-1954                                 |
| Categorie            | productieracer | fabrieksracer                             |
| Motortype            | kopklepmotor | kopklepmotor                              |
| Bouwwijze            | luchtgekoelde dwarsgeplaatste eencilinder                                                                             | luchtgekoelde dwarsgeplaatste eencilinder |
| boring               | 74 mm vanaf 1957 75,5 mm                                                                                              | 75,5 mm                                   |
| slag                 | 81 mm vanaf 1957 78 mm                                                                                                | 78 mm                                     |
| Cilinderinhoud       | 348,4 cc vanaf 1957 349 cc                                                                                            | 349 cc                                    |
| Compressieverhouding | 8,45:1, in 1950: 9,5:1, in 1958: 10,2:1                                                                               | onbekend                                  |
| Max. Vermogen        | 21,3 kW/29 pk bij 6.800 tpm, vanaf ca. 1951: 27,2 kW/37 pk bij 7.500 tpm, vanaf ca. 1957: 30,9 kW/42 pk bij 7.800 tpm | 29,4 kW/40 pk bij 7.800 tpm               |
| Topsnelheid          | 165 km/h, vanaf ca. 1957: 180–190 km/h                                                                                | 180 km/h                                  |
| Aandrijving          | ketting | ketting                                   |
| Rijwielgedeelte      | dubbel wiegframe, buisframe                                                                                           | dubbel wiegframe, buisframe               |
| Remmen               | Konische duplexrem voor en achter                                                                                     | Konische duplexrem voor en achter         |
| Voorvering           | AMC-Teledraulic | AMC-Teledraulic                           |
| Achtervering         | Swingarm | Swingarm                                  |
| Leeg gewicht         | 133 kg | 135 kg                                    |